# فرانک استیفل
فرانک استیفل (به انگلیسی: Frank Stiefel) فیلمساز و عکاس آمریکایی است. فیلم مستند کوتاه او بهشت راه‌بندانی در خیابان ۴۰۵ است (۲۰۱۶) در نودمین دوره جوایز اسکار برنده جایزه اسکار بهترین فیلم مستند کوتاه شد.